# Uroš Poljanec
Uroš Poljanec, slovenski nogometaš, * 23. avgust 1991, Maribor.
Poljanec je profesionalni nogometaš, ki igra na položaju vratarja. Od leta 2024 je član avstrijskega kluba St. Peter-Freienstein. Pred tem je branil za slovenske klube Aluminij, Pohorje, Limbuš-Pekre, Lenart, Fužinar, Dravo Ptuj in Pesnico, avstrijska USV Ragnitz in Tobelbad, mongolski Horomhon FC, islandski Fjarðabyggðar, indijski Chennai City ciprski Ypsonas FC ter hrvaška Međimurje in Vinodol. Skupno je v drugi slovenski ligi odigral 50 tekem. Leta 2009 je odigral eno tekmo za slovensko reprezentanco do 19 let.